# Nawan Shehr
Nawan Shehr é uma cidade do Paquistão localizada na província de Khyber Pakhtunkhwa.